# Mosteiro de São Pedro, o Velho

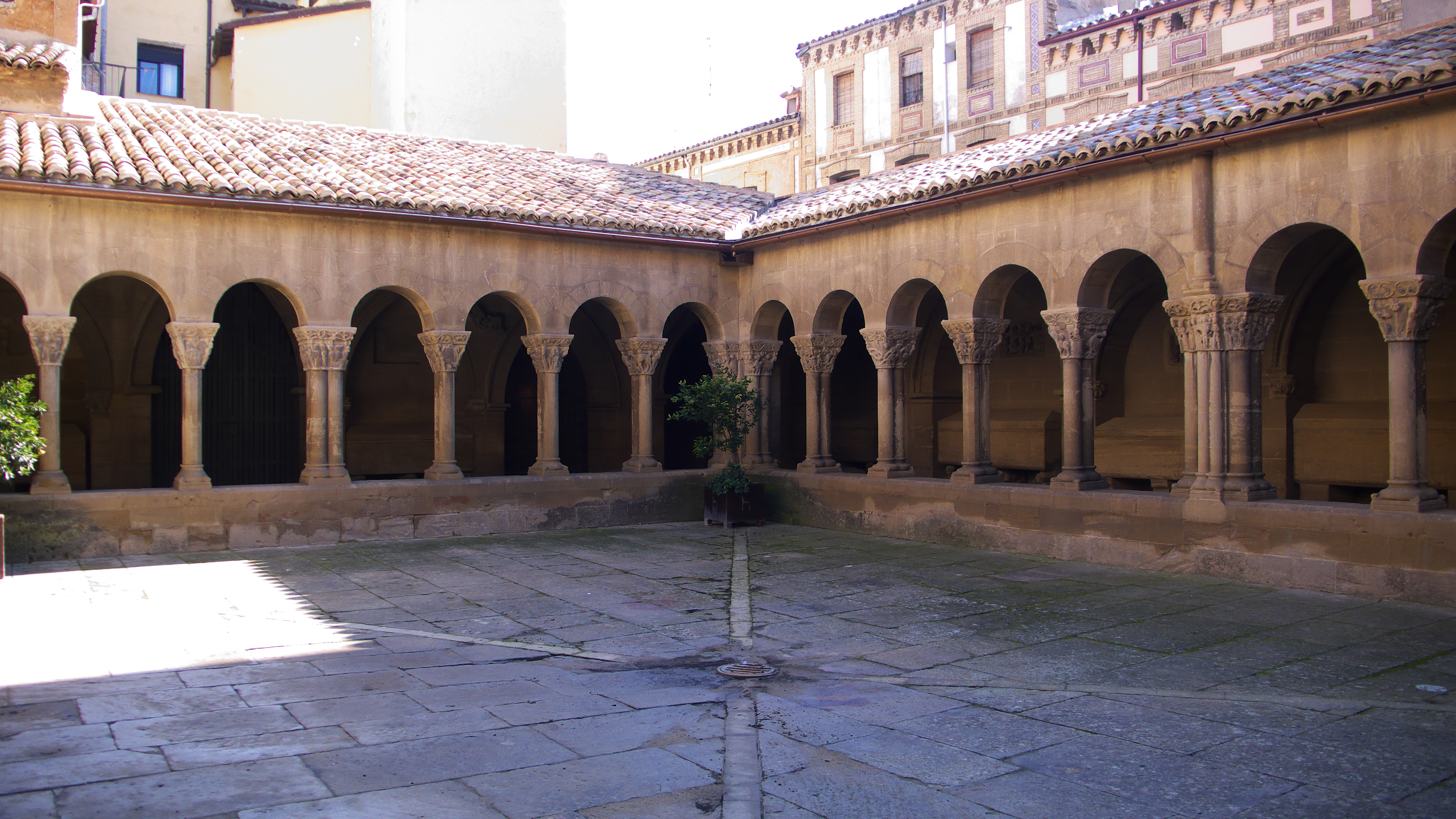
Claustro do mosteiro (século XII)

O Mosteiro de São Pedro, o Velho (em castelhano: Monasterio de San Pedro el Viejo) é um antigo mosteiro beneditino na cidade velha de Huesca, Aragão, Espanha.

## História
A actual estrutura românica foi construída pelos beneditinos no século XII. O nome "São Pedro, o Velho", refere-se ao facto de o edifício do mosteiro visigótico que lhes foi atribuído ser anterior à ocupação mourisca.
O local agora consiste principalmente nos claustros e na igreja. É monumento nacional desde 1886 e é um dos edifícios mais importantes da arquitectura românica de Aragão.
O mosteiro comemorou o 900.º aniversário da sua construção em 2017.
A antiga sala do capítulo é, desde o século XIII, a Capela de San Benito ou Panteão Real (Panteón Real) e contém os túmulos de dois reis de Aragão: Afonso I, o Lutador, e o seu irmão e sucessor Ramiro II, o Monge.

## Na cultura
O romance de Javier Sierra, O Fogo Invisível ("El fuego invisível"), que ganhou o Prémio Planeta de Novela, apresentou San Pedro el Viejo com destaque.